# Brondello
Brondello ist eine Gemeinde in der italienischen Provinz Cuneo (CN), Region Piemont. Brondello ist Mitglied der Bergkommune Comunità Montana Valli Po, Bronda e Infernotto.

## Lage und Einwohner
Brondello liegt rund 40 km nordwestlich von der Provinzhauptstadt Cuneo entfernt im Valle Bronda. Das Gemeindegebiet umfasst eine Fläche von 10,12 km² hat 264 Einwohner (Stand 31. Dezember 2023).
Die Nachbargemeinden sind Isasca, Martiniana Po, Pagno, Revello und Venasca.

## Geschichte

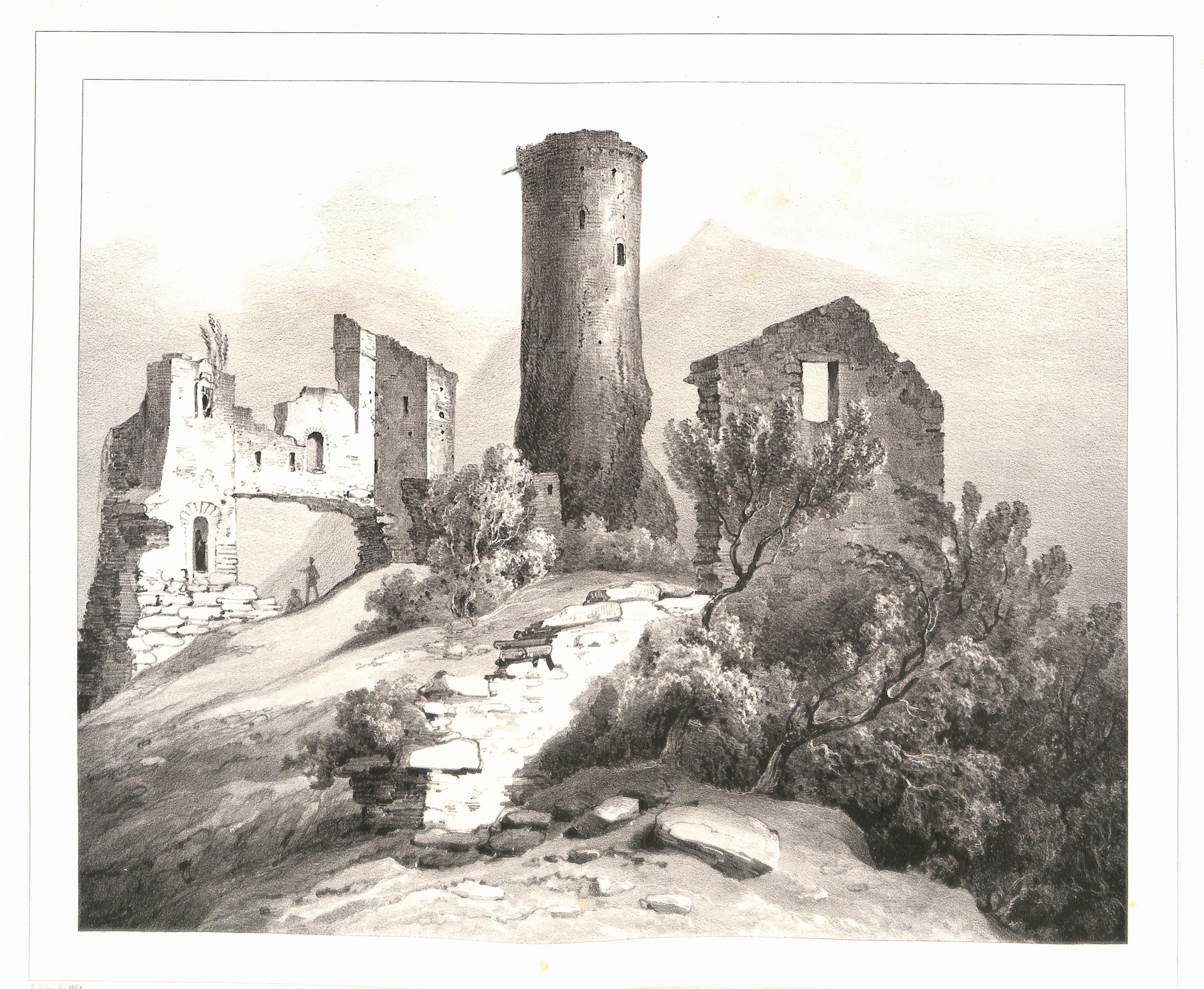
Die alte Burg 1854

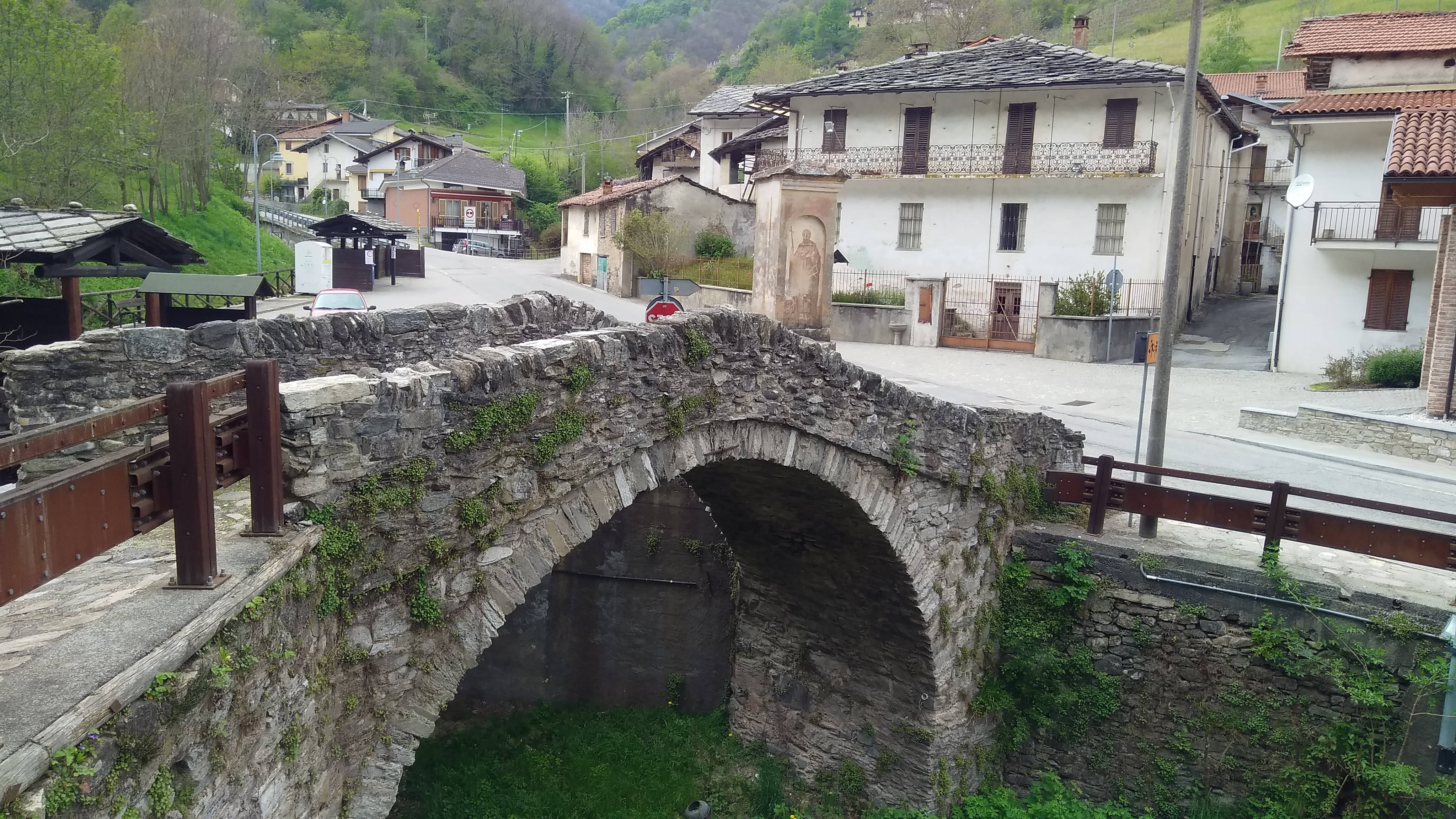
Alte Brücke über den Bronda

Die ersten Siedlungen in der Gegend scheinen auf die Römerzeit zurückzugehen, wie die in der Umgebung der Gemeinde entdeckten Spuren belegen. Der Ortsname, der in seiner heutigen Form bereits in einem Dokument aus der ersten Hälfte des 14. Jahrhunderts erscheint, ist die Verkleinerungsform von „Bronda“, dem Namen des Baches, an dessen Ufer das Dorf liegt, nachweisbar als „Borundam“ oder „Brundam“. An der Basis steht das spätlateinische BRUNDA, „Kopf eines Hirsches“, von dem auch das gleichnamige piemontesische Wort abgeleitet ist, das „Zweige“ bedeutet. 
Seine Geschichte unterscheidet sich nicht von der des übrigen Tals, das nach der Aufteilung in kleine Herrschaften, von denen einige der Della Braida und den Romagnani gehörten, der Herrschaft der Markgrafen von Saluzzo unterworfen und dann annektiert wurde vom Staat Savoyen. 
Die Pfarrkirche der Assunta, an deren Fassade man Fresken aus dem späten 15. Jahrhundert bewundern kann, ein zylindrischer Turm, der einzige Überrest einer alten Burg und das Gemeindegebäude mit der mit einem Abendmahl geschmückten Fassade aus der zweiten Hälfte des 19. Jahrhunderts sind historisch wertvolle Gebäude. Auch ein Haus im ältesten Teil des Dorfes, in dem ein Fresko der Heiligen Familie aus dem 18. Jahrhundert aufbewahrt wird und die alte Steinbrücke, die die Bronda überquert sind weitere erhaltenswerte Bauten.